# Катрин Патерсън
Катрин Патерсън (на английски: Katherine Paterson) е американска писателка на произведения в жанра детска литература, фентъзи, социална драма и документалистика.

## Биография и творчество
Катрин Уомелдорф Патерсън е родена на 31 октомври 1932 г. в Хуайан, Дзянсу, Китай. Дъщеря е на Джордж Реймънд, южен презвитериански мисионер, пастор и училищен директор, и Мери Уомелдорф, мисионерка и домакиня. Има четирима братя и сестри. По време на японската инвазия през 1937 г. семейството бяга от Китай и се завръща окончателно в САЩ през 1940 г. в началото на Втората световна война като живее в най-различни градове в Северна Каролина, Вирджиния и Западна Вирджиния, преди да се установят Уинчестър. През 1954 г. завършва с отличие английски език в Кинг Колидж в Бристъл, Тенеси, и след това една година преподава в селско начално училище в Ловетсвил, Северна Вирджиния.
През 1957 г. получава магистърска степен от Презвитерианското училище за християнско образование в Ричмънд, Вирджиния, където изучава Библията и християнското образование. Тя надява да стане мисионер в Китай, тъй като от малка знае китайски език, но границите на държавата са затворени за западни граждани. Със съдействието на приятел от Япония отива в нея и работи четири години като мисионер и асистент по християнско образование в селски училища. Докато е в Япония, в периода 1957 – 1959 г. изучава както японската, така и китайската култура в Кобе, което повлиява голяма част от нейното последващо творчество.
През 1962 г. завършва Теологическа семинария на Съюза в Ню Йорк. На 14 юли 1962 г. се омъжва за Джон Патерсън, презвитериански пастор, с когото имат четири деца. Започва професионалната си кариера в Презвитерианската църква през 1965 г., като пише учебни материали за ученици от пети и шести клас до 1865 г. През 1966 г. пише книгата за религиозно образование „Кой съм аз?“, но не успява да я публикува, както и следващите си ръкописи. Затова посещава курс за обучение за възрастни по творческо писане, по време на който завършва ръкописа на първата си пуликувана книга.
Първият ѝ роман за деца „Знакът на хризантемата“ е публикуван през 1973 г. Той е на историческа тематика и историята му се развива през японския средновековен период, като за него е повлияна от престоя си в Япония. Нейният най-популярен роман, „Мост към Терабития“, е издаден през 1977 г. В историята Джес Арънс, изявен спортист в училището, е надбяган в момчешкото състезание от новото и храбро момиче Лесли Бърк. Те стават неразделни приятели и създават Терабития, вълшебно царство в гората, чиито граници се определят единствено от тяхното въображение. Но една сутрин се случва ужасен инцидент след който Джес, за да излезе от мъката си, решава да построи мост до тяхната приказна страна. Макар и противоречива поради някои от трудните си теми, тя става бестселър и получава редица награди: Награда на Американската библиотечна асоциация – медал „Нюбъри“; Книга на годината на „Скул Лайбръри Джърнъл“; Гранд При за детска литература (Франция); Награда „Сребърен молив“ (Холандия); Награда „Януш Корчак“ (Полша); Награда „Луис Керъл Шелф“. Романът два пъти е екранизиран в едноименните филми, през 1985 и през 2007 г., като втората адаптация е отличена с различни награди.
Някои от другите ѝ книги също включват трудни теми като смъртта на любим човек. За произведенията си през 1998 г. получава международната награда „Ханс Кристиан Андерсен“, през 2006 г. получава международната награда „Астрид Линдгрен“, а през 2013 г. получава медала „Лора Инголс Уайлдър“ на Американската библиотечна асоциация за принос към американската детска литература. Удостоена е и с мтожество други награди, като през 1994 г. печели наградата „Феникс“ за книгата си от 1974 г. „За плачещите славеи“, като най-добрата детска книга, която не е спечелила голяма съвременна награда.
От 2022 г. Катрин Патерсън е вицепрезидент на Националния алианс за детска книга и грамотност, организация с нестопанска цел, която се застъпва за грамотността, литературата и библиотеките.
Катрин Патерсън живее в Бар, Върмонт.

## Произведения

### Самостоятелни романи
- The Sign of the Chrysanthemum (1973)[1][3][4][5]
- Of Nightingales That Weep (1974) – награда „Феникс“[2]
- The Master Puppeteer (1975) – Национална награда за книга, специална награда „Едгар“
- Bridge to Terabithia (1977) – медал „Нюбъри“
Мост към Терабития, изд. „Пергамент прес“ (2010), прев. Станимир Йотов
- The Great Gilly Hopkins (1978) – Национална награда за книга
- Jacob Have I Loved (1980) – медал „Нюбъри“
- Rebels of the Heavenly Kingdom (1983)
- Come Sing Jimmy Jo (1985)
- Park's Quest (1988)
- Lyddie (1991)
- The Flip-Flop Girl (1994)
- Jip, His Story (1996) – награда „Скот О'Дел“ за исторически роман
- Parzival (1998)
- Preacher's Boy (1999)
- The Same Stuff as Stars (2002)
- Bread and Roses, Too (2006)
- The Day of the Pelican (2009)
- The Flint Heart (2011) – с Джон Патерсън
- My Brigadista Year (2017)
- Birdie's Bargain (2021)

### Детска литература
- The Tongue: Cut Sparrow (1987)[1][2][3]
- The Angel and the Donkey (1996)
- Celia and the Sweet, Sweet Water (1998)
- Wide-Awake Princess (2000)
- Blueberries for the Queen (2004)
- Brother Sun, Sister Moon (2011)
- Under the Spell of the Moon (2012)

### Пиеси
- The Tale of the Mandarin Ducks (1990)[1]
- The Tale of Jemima Puddle-Duck (2002) – със Стефани С. Толан

### Сборници
- Angels and Other Strangers (1979)[1][3]
- Star of Night (1980)
- Four Favorites from Katherine Patterson (1986)
- The World in 1492 (1992) – с други
- A Midnight Clear (1995)
- Katherine Paterson Treasury (2001)
- Acting Out (2008) – с други
- A Stubborn Sweetness (2013)
- Giving Thanks (2013) – поезия

### Документалистика
- Gates of Excellence (1981)[1][2][3]
- Katherine Paterson : An Interview (1982)
- The Spying Heart (1989)
- Who Am I? (1992)
- A Sense of Wonder (1995)
- Images of God (1998)
- The Invisible Child (2001)
- Stories of My Life (2014)

### Екранизации
- 1985 Bridge to Terabithia – тв филм
- 1989 Jacob Have I Loved – тв филм, с Бриджит Фонда и Джон Келог
- 1996 Lyddie – тв филм
- 2002 Госпожица Лети и аз, Miss Lettie and Me – тв филм, по разказ, с Бърт Рейнолдс, Мери Тайлър Мур, Холистън Коулман и Чарлз Робинсън
- 2007 Мост до Терабития, Bridge to Terabithia – с Джош Хътчерсън, АнаСофия Роб и Робърт Патрик
- 2015 The Great Gilly Hopkins – с Глен Клоуз, Кати Бейтс, Октавия Спенсър, Софи Нелис, Джулия Стайлс и Кати Бейтс